# Tiếng ồn

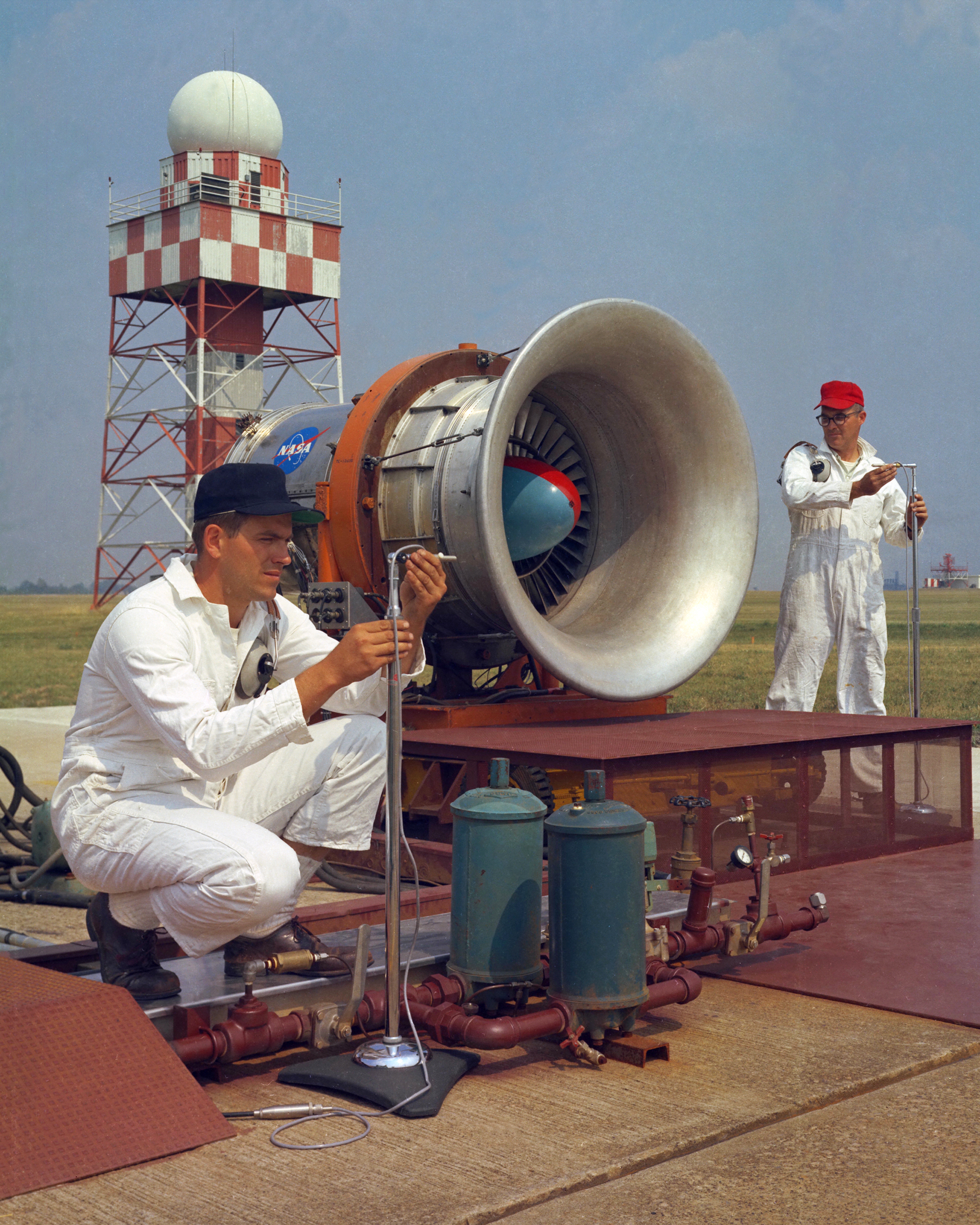
Các nghiên cứu viên NASA tại Glenn Research Center thực hiện thí nghiệm tiếng ồn của động cơ máy bay năm 1967

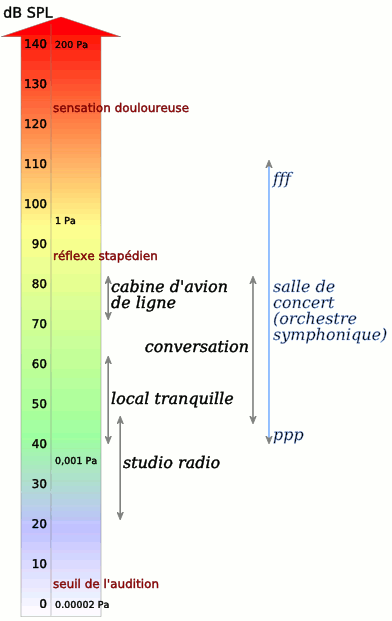
Échelle des niveaux sonores, voir Décibel (bruit), avec seuil d'apparition du « réflexe stapédien » et de la douleur

Tiếng ồn (Tiếng Anh:noise) là những âm thanh không mong muốn. Gây khó chịu cho người nghe, ảnh hưởng tới quá trình làm việc và nghỉ ngơi.
Tiếng ồn vật lý là những dao động sóng âm với cường độ và tần số khác nhau, sắp xếp không có trật tự và được lan truyền trong môi trường đàn hồi.
Đơn vị đo tiếng ồn là dB (decibel).
Hiện nay, tiếng ồn được cho là nguyên nhân thứ hai dẫn đến bệnh nghề nghiệp (9,4%).

## Các nguồn gây tiếng ồn:
Các nguồn gây tiếng ồn từ những vật có biên độ dao động lớn, vượt quá ngưỡng nghe(70 dB), ví dụ như là: các máy móc nặng trong các công xưởng đang làm việc, tiếng sét, tiếng hát to,...

## Tác hại của tiếng ồn
Tiếng ồn tác động đến tai, sau đó tác động đến hệ thần kinh trung ương, rồi đến hệ tim mạch, dạ dày và các cơ quan khác, sau đó mới đến cơ quan thính giác.
Tác động của tiếng ồn phụ thuộc vào tần số và cường độ âm, tần số lặp lại của tiếng ồn.
Cơ quan thính giác: tiếng ồn làm giảm độ nhạy cảm, tăng ngưỡng nghe, ảnh hưởng đến quá trình làm việc và an toàn.
Hệ thần kinh trung ương: tiếng ồn gây kích thích hệ thần kinh trung ương, ảnh hưởng đến bộ não gây đau đầu, chóng mặt, sợ hãi, giận dữ vô cớ.
Hệ tim mạch: tiếng ồn làm rối loạn nhịp tim, ảnh hưởng tới sự hoạt động bình thường của tuần hoàn máu, làm tăng huyết áp.
Dạ dày: tiếng ồn làm rối loạn quá trình tiết dịch, tăng axit trong dạ dày, làm rối loạn sự co bóp, gây viêm loét dạ dày.
Tiếng ồn có ảnh hưởng tới sức khỏe, tính mạng của người lao động.

## Biện pháp phòng chống tác hại của tiếng ồn

### Trong lao động sản xuất
Biện pháp chung là quy hoạch các máy móc gây tiếng ồn ra riêng biệt, cần có kiến trúc xây dựng nhà xưởng hợp lý hoặc trồng cây xanh có 
nhiều lá để góp phần làm giảm tiếng ồn cũng như các yếu tố kết hợp khác 
như rung sóc và hóa chất độc. Đối với các phương tiện giao thông, cấm bóp còi to, xây dựng đường bằng phẳng, sử dụng tường cách âm.
Giảm tiếng ồn tại nguồn:
Không nên sử dụng các máy móc, phương tiện quá cũ gây tiếng ồn lớn.
Thay thế các chi tiết kết cấu gây tiếng ồn lớn bằng các chi tiết, kết cấu gây tiếng ồn nhỏ.
Sử dụng công nghệ có độ ồn thấp
Thay đổi không gian của máy móc và tính đàn hồi của các đệm chống rung.
Bố trí xưởng làm việc vào các thời điểm ít người
Lập biểu đồ làm việc hợp lý cho công nhân.
Giảm tiếng ồn trên đường truyền:
Sử dụng các vật liệu cách âm, kết cấu cộng hợp giảm năng lượng của nguồn âm
Sử dụng tường cách âm
Giảm tiếng ồn khí động gây ra do sự va chạm đường khí trong môi trường khí.
Sử dụng bộ tiêu âm: Ống tiêu âm, buồng tiêu âm, tấm tiêu âm
Sử dụng các thiết bị bảo hộ cá nhân như nút tai, mũ bảo hiểm, chụp tai. Việc phòng hộ cá nhân thu được hiệu quả tức thời và nhiều khi rất tốt cho 
những người bắt buộc phải tiếp xúc với tiếng ồn. Chỉ đơn giản là dùng nút 
bông nút tai ở người lao động, người đi máy bay, có thể giảm được 5 - 10 
do tiếng ồn môi trường. Các dụng cụ bịt tai chụp hoàn toàn bộ tai ngăn 
được tiếng ồn từ 10 - 20 do nên hầu hết tiếng ồn trở nên thấp, dưới mức gây 
hại. Trong những điều kiện phải tiếp xúc với tiếng ồn quá cao như lái xe 
tăng, pháo thủ hoặc môi trường có tiếng tương tự người ta cần phải dùng 
mũ chống tiếng ồn, chụp che toàn bộ tai mới bảo vệ được cơ quan thính giác trước tác hại của tiếng ồn.
Đối với người lao động phải có chế độ lao động và nghỉ ngơi hợp lý cũng đóng vai trò làm giảm nhẹ
tác hại của tiếng ồn vì thần kinh và các cơ quan không bị quá kích thích 
hoặc tăng ngưỡng dẫn đến mệt mỏi không hồi phục, không chuyển sang 
giai đoạn bệnh lý mạn tính. Thời gian lao động đủ gây mệt mỏi hoặc chưa 
mệt mỏi đã được nghỉ sẽ mau hồi phục chức năng của các cơ quan trong cơ
thể trong đó có cơ quan thính giác.
Vấn đề y tế và an toàn lao động cần lưu ý là việc tiêu chuẩn hóa môi 
trường lao động có tiếp xúc với tiếng ồn và chăm sóc sức khỏe cho người 
lao động. Môi trường lao động phải có tiếng ồn dưới tiêu chuẩn cho phép.
Trong khám, tuyển người lao động vào lao động ở môi trường có 
tiếng ồn cao cần loại trừ người có các bệnh về tai và thần kinh. Đối với 
người lao động làm việc tiếp xúc với tiếng ồn vượt tiêu chuẩn cho phép cần 
được khám sức khỏe thường xuyên để kịp thời phát hiện những tình trạng 
bệnh lý ban đầu do tiếng ồn hoặc bệnh ở giai đoạn mới, giai đoạn tiềm tàng.